# Sant Jaume de Queralbs
Sant Jaume de Queralbs és una església catòlica romana que es troba al municipi de Queralbs (Ripollès). És inclosa en l'Inventari del Patrimoni Arquitectònic de Catalunya.
És l'església parroquial de la localitat i pertany al bisbat d'Urgell. És dedicada a Sant Jaume el Major

## Descripció

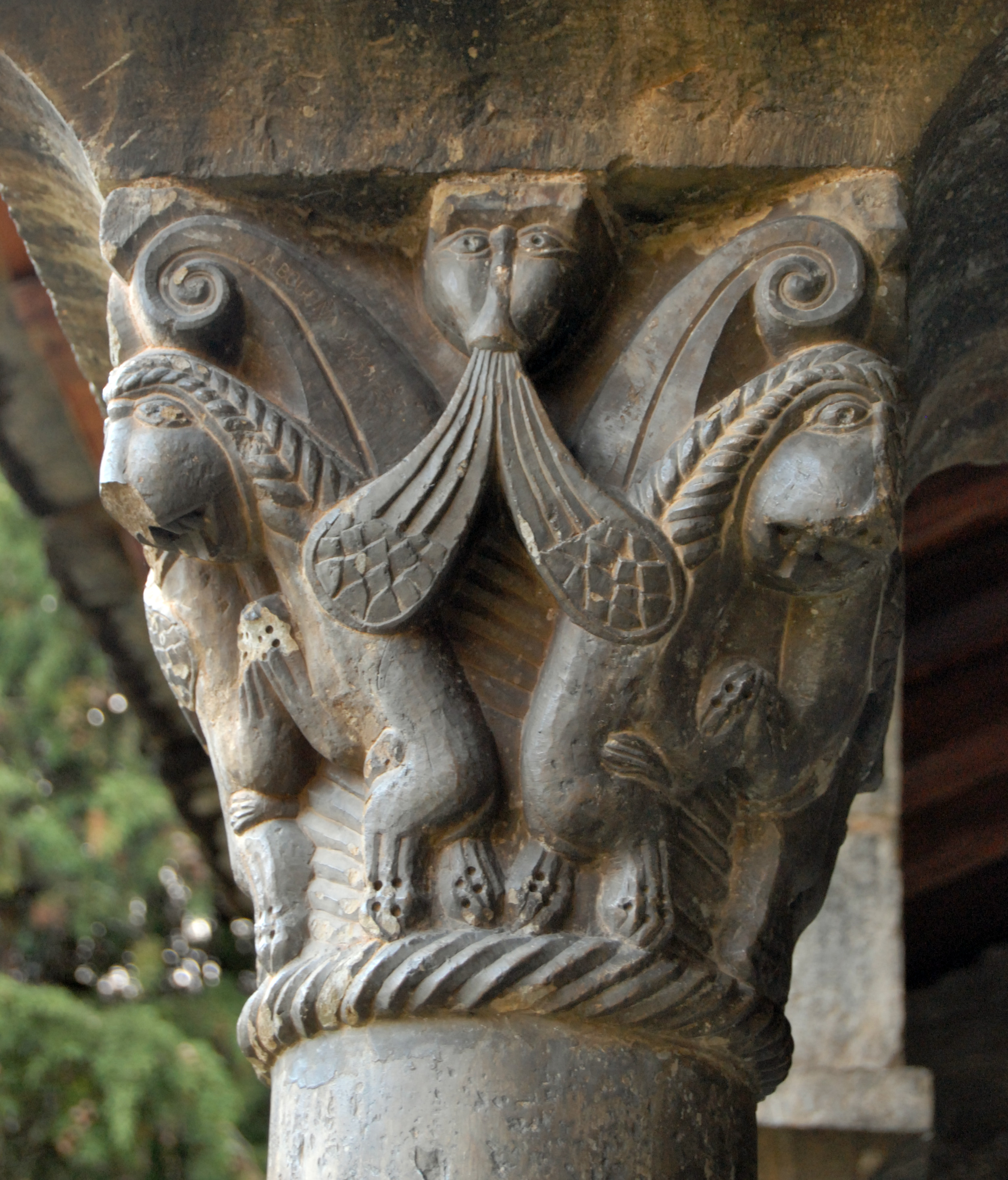
Capitell del porxo de Sant Jaume de Queralbs

És una església que està situada a la part més alta de la població pirinenca de Queralbs, a la vall de Ribes. És un notable exponent de l'arquitectura romànica. És d'una nau amb absis semicircular, força més estret que la nau, i un creuer format més tardanament per l'addició de capelles laterals. Té la volta sensiblement apuntada, cosa que revela una reconstrucció de l'edifici romànic després del terratrèmol del segle xv. La seva porta d'accés és al mur de llevant i conserva encara algunes restes de la ferramenta que abans la decorava. Protegeix la porta un porxo o nàrtex, format per sis arcades, a manera d'una ala d'un claustre, que descansen sobre cinc columnes amb capitells esculpits amb fulles estilitzades, volutes, animals i algun cap humà. Aquest porxo i els seus capitells constitueixen l'element més notable d'aquesta església. És cobert a una vessant i amb bigues, que mostren extrems de testa ben tallats en la fusta. A banda i banda de la nau s'hi afegiren dues capelles quadrades que formen una mena de creuer. Sobre la de tramuntana es bastí el campanar de torre. Una altra espadanya s'aixeca sobre el braç del creuer. A l'extrem de migdia del nàrtex s'hi afegí la sagristia.

## Història

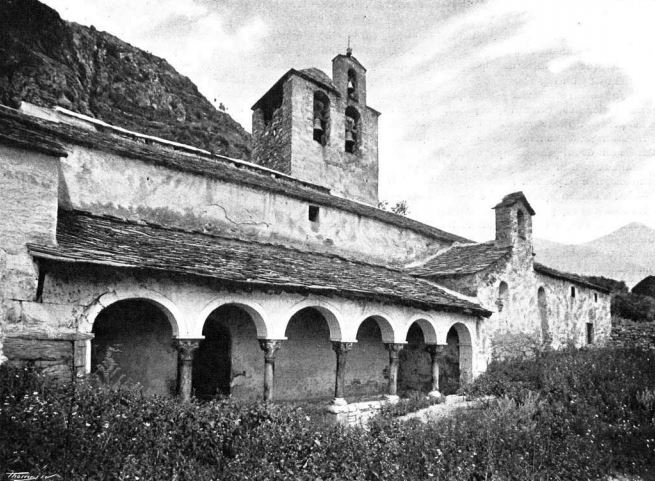
Any 1903

S'esmenta per primera vegada l'any 978 quan es demana al bisbe Guisad l'erecció d'una parròquia al lloc de Queralbs. Al segle xii, amb l'augment de la població, es reedifica la nova església i, poc després, s'hi afegeix el nàrtex. Amb el terratrèmol de 1427 calgué refer la volta. Als segles XVII-XVIII s'afegiren les dues capelles que formen el fals creuer i també la sagristia. Va ser restaurada l'any 1967 amb intervenció de l'arquitecte Francesc Fajula.